# Калликратид
Калликратид (др.-греч. Καλλκρατίδας) — спартанский наварх, живший в V веке до н. э.
В 406 до н. э. Калликратид был назначен преемником Лисандра в командовании спартанской эскадрой, стоявшей у малоазийского берега и скоро приобрёл большую популярность, несмотря на происки Лисандра и его партии.
Калликратид запер афинский флот, бывший под начальством Конона, в Митилене и вскоре сразился с афинянам в знаменитой битве при Аргинусских островах, которая, несмотря на перевес афинских сил, склонялась сначала на сторону спартанцев, но закончилась их разгромом, а сам Калликратид погиб в бою (утонул).